# Porta di Belgrado
La Porta di Belgrado a Costantinopoli fu costruita nel V secolo da Flavio Antemio su commissione dell'Imperatore Teodosio II, così come tutte le mura di Costantinopoli.

## Il progetto
La porta di Belgrado era una porta militare, e fu progettata come tutte le altre porte militari di Costantinopoli, e avrebbe quindi dovuto condurre alle diverse porte delle fortificazioni. La porta di Belgrado, come d'altronde tutte le altre porte di Costantinopoli, aveva un ingresso doppio perché si doveva fare in modo che si potessero attraversare le due mura.
Il portone interno, che era quello principale, era costruito entro il muro interno della linea teodosiana. Due grandi torri che si ergevano lontano, al di sopra della barriera, vigilavano su tutti gli ingressi. Le torri erano di un disegno molto simile a quelle rinvenute lungo la lunghezza delle mura sopra descritte.
La Porta di Belgrado fornisce un esempio eccellente di questo tipo, evidenziando come le mura progettate consentissero ai difensori di sviluppare un buon fuoco di fianco per proteggere l'ingresso interno dagli arcieri. L'altro scopo era mantenere la distanza del peribolos attraverso le due porzioni delle porte che, per contrasto, nelle mura esterne erano di volume piuttosto modesto e consistenti in un semplice arco di portone non molto più grande del livello di mura esterno.